# Muzeul Digital din Pecica
| Muzeul Digital |
| -------------- |
|                |

| Vedere nocturnă |
| --------------- |
|                 |

| Detalii exterior și interior |
| ---------------------------- |
|                              |

Muzeul Digital din Pecica este centrul de vizitare al fermei de bivoli din Pecica din județul Arad, România. Ferma fusese realizată în cadrul proiectului FENNREHAB, iar centrul de vizitare — în cadrul proiectului ECOREHAB2, ambele realizate de municipalitatea locală în parteneriat cu orașul Mórahalom (Ungaria). Centrul a fost proiectat de către arhitectul Claudiu L. Ionescu, un tânăr arhitect aflat la acea vreme în perioada de stagiatură. Scopul clădirii este acela de a oferi spațiu ca centru de expoziții și de a găzdui facilități de prezentare prin mijloace electronice a specificului cultural și natural al regiunii.
Proiectul a fost denumit în publicațiile de specialitate muzeu digital, iar Club Innovation & Culture France a afirmat că este „primul muzeu complet digital din lume”.
Clădirea a fost ridicată în cinci luni și a costat 120.000 euro beneficiind de finanțare în proporție de 98% din fonduri din partea Uniunii Europene prin Fondul European de Dezvoltare Regională. A fost inaugurat la 29 octombrie 2013.
Cu design neobișnuit, principala caracteristică o reprezintă combinația dintre ecologic și tehnologic. Clădirea este ceas solar, folosește curent din panouri fotovoltaice montate în imediata apropiere, refolosește apele meteorice, are terasa acoperită cu iarbă iar unul dintre pereții interiori cu ferigi.
În interior se regăsesc ecrane tactile de 45 de inch, proiectoare și televizoare 3D, un cuptor tradițional de „Pită de Pecica” complet funcțional construit din cărămidă arsă după un model de acum 250 de ani, o bicicletă interactivă care, prin pedalare, creează energia necesară pentru rularea pe un ecran a unor trasee filmate de pe bicicleta, canoe sau avion din Lunca Mureșului. Muzeul dispune și de 60 de biciclete aflate la dispoziția vizitatorilor pentru a putea explora traseele și pistele internaționale de bicicletă care se află în zonă.
Din punct de vedere arhitectural, proiectul este unul avangardist dar cu o puternică influență a operelor lui Brâncuși.
„Inspirată din sculptura „Miracolul” a lui Constantin Brâncuși, clădirea „se naște natural din pământ” prin intermediul unor spirale de aur (spiralele Fibonacci) și se cristalizează într-o formă care, la fel ca și muza sa, încearcă să se elibereze de „poverile trecutului”, tinzând spre înalt. Forma sa îi conferă vizitatorului un sentiment de aspirație, o aspirație nu doar a clădirii, ci a vieții în sine”  descrie Ionescu conceptul clădirii.
Amplasată pe doar 125 de metri pătrați, clădirea este și un model de eficientizare a spațiului, Ionescu declarând că acești 125 de metri pătrați expun cât mii de metri utilizați de alte muzee, reducând astfel costurile cu întreținerea sau personalul, exponențial. Forma înclinată a acoperișului permite mai ușor colectarea și reciclarea apei de ploaie pe care clădirea o înmagazinează în rezervoare urmând mai apoi a o folosi la necesarul de apă nepotabilă. Aceeași terasă, acoperită cu gazon de iarbă, oferă o vedere panoramică la 360 de grade asupra împrejurimilor și a Parcului Natural Lunca Mureșului. Un alt concept aparte adăugat de Ionescu este faptul că pavajul din jurul clădirii împreună cu edificiul în sine reprezintă un uriaș ceas solar, umbra clădirii marcând cu exactitate ora pe cadranul din pavaj.
Muzeul oferă oportunități de vernisaj, expoziție și diferite tipuri de prezentări, clădirea fiind destinată publicului larg, programelor educaționale pentru copii și studiului asupra folosirii speciilor autohtone pentru reabilitarea biotopurilor de apă în zonele ocrotite.